# Liste der Baudenkmäler in Planegg

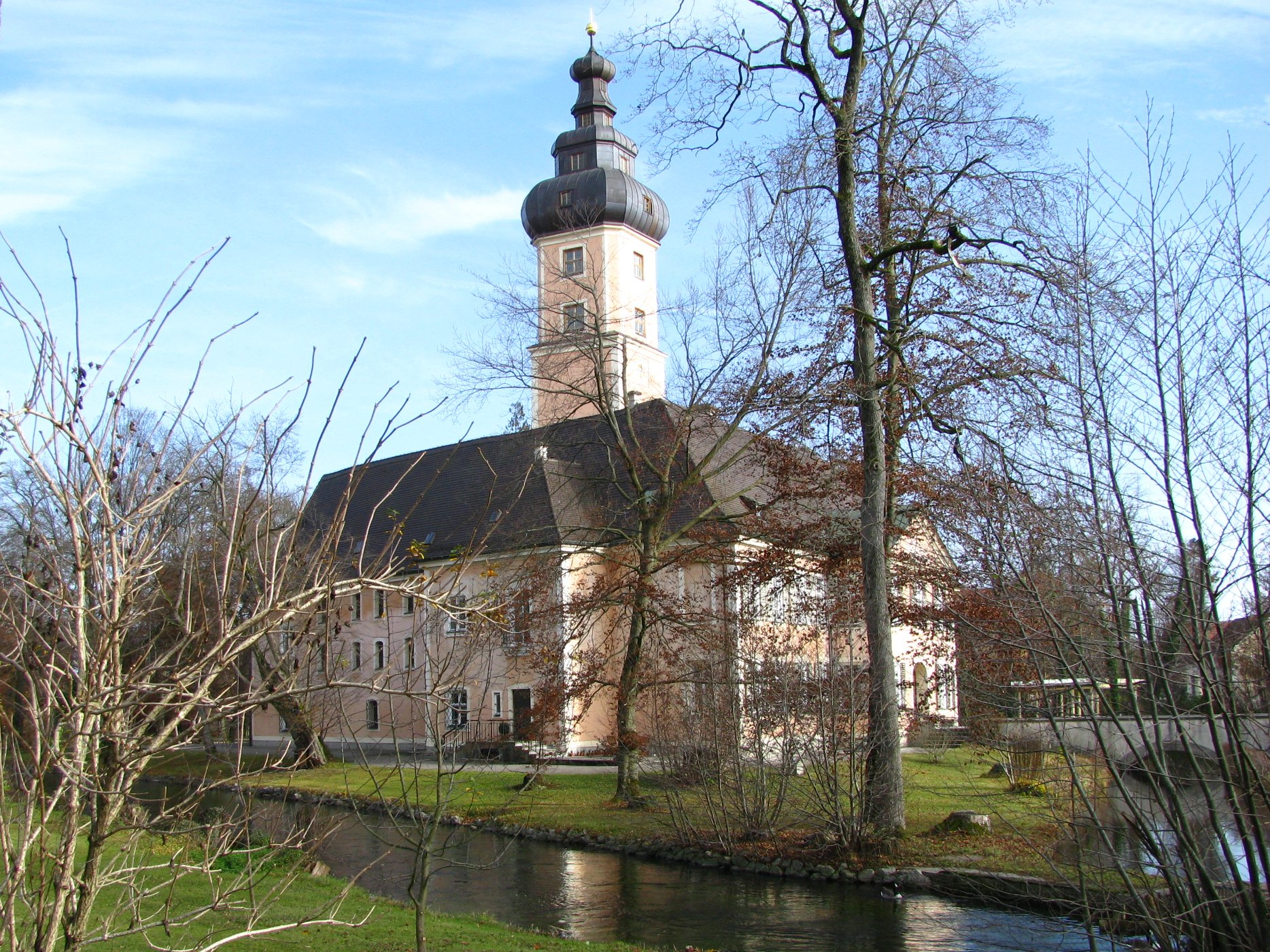
Schloss Planegg

Auf dieser Seite sind die Baudenkmäler in der oberbayerischen Gemeinde Planegg zusammengestellt. Diese Tabelle ist eine Teilliste der Liste der Baudenkmäler in Bayern. Grundlage ist die Bayerische Denkmalliste, die auf Basis des Bayerischen Denkmalschutzgesetzes vom 1. Oktober 1973 erstmals erstellt wurde und seither durch das Bayerische Landesamt für Denkmalpflege geführt wird. Die folgenden Angaben ersetzen nicht die rechtsverbindliche Auskunft der Denkmalschutzbehörde.

## Baudenkmäler nach Ortsteilen

### Planegg
| Lage                                                                         | Objekt                                                                                   | Beschreibung | Akten-Nr.     | Bild                                  |
| ---------------------------------------------------------------------------- | ---------------------------------------------------------------------------------------- | --- | ------------- | ------------------------------------- |
| Amtmannstraße 2 (Standort)                                                   | Ehemaliges Sattler- und Baderanwesen                                                     | Erdgeschossiger massiver Satteldachbau mit jüngerem Zwerchhaus, 18./19. Jahrhundert | D-1-84-138-1  | Ehemaliges Sattler- und Baderanwesen  |
| Amtmannstraße 4 (Standort)                                                   | Ehemaliges Bauernhaus                                                                    | Zweigeschossiger Blockbau mit Hochlaube und weit vorstehendem Satteldach, 18. Jahrhundert, transferiert 1980 aus Rothanschöring, Landkreis Traunstein | D-1-84-138-2  | Ehemaliges Bauernhaus                 |
| Bahnhofstraße 14 (Standort)                                                  | Kirchturm des Vorgängerbaus der heutigen Katholische Kirche St. Elisabeth                | Betonbau mit Zwiebelhaube, 1933 | D-1-84-138-4  | weitere Bilder                        |
| Bräuhausstraße 3a (Standort)                                                 | Ehemalige Schlossbrauerei                                                                | Langgestreckter dreieinhalb- und zweieinhalbgeschossiger Massivbau mit Satteldach und Toreinfahrt, 1835/36. | D-1-84-138-6  | Ehemalige Schlossbrauerei             |
| Bräuhausstraße 13 (Standort)                                                 | Wohnhaus                                                                                 | Zweigeschossiger Bau mit Mansardwalmdach und Flacherker, Obergeschoss mit Putzdekor in historisierenden Formen, 1898 | D-1-84-138-8  | Wohnhaus                              |
| Egenhofenstraße 20i, 22, 24, 26a, 26b, 26c, 28 und 26c (Standort)            | Ehemalige Villa des Weingroßhändlers Wilhelm Neuner, sogenanntes Neunerschlössl          | Langgestreckter Gruppenbau mit Turm, Treppengiebelrisaliten, Loggien und erkerartigem Vorbau, Martin Heinrich Voigt, 1907 Im Garten Pergolen, zwei Jugendstil-Brunnen und zwei Jugendstil-Pflanztröge Gartenhaus, sogenanntes Brennhäusl, turmartiger Fachwerkbau mit Außentreppe und Verbretterung, wohl 1907 | D-1-84-138-9  | weitere Bilder                        |
| Georgenstraße 2 (Standort)                                                   | Ehemaliges Wohnhaus des Volksschauspielers und Schriftstellers Karl Valentin (1882–1948) | Erdgeschossiger Mansarddachbau mit Halbwalm, Anfang 20. Jahrhundert | D-1-84-138-10 | weitere Bilder                        |
| Germeringer Straße 1 (Standort)                                              | Wohnhaus                                                                                 | Zweigeschossiger Putzbau mit Zeltdach, Erkerturm mit Zierbundwerk und Giebelrisalite mit hölzernen Lauben, in historisierendem Stil, 1901 | D-1-84-138-11 | weitere Bilder                        |
| Kreuzwinkelstraße nördlich der Einmündung des Bahnhofsweges (Standort)       | Grenzstein der ehemaligen königlichen Forstverwaltung                                    | Bezeichnet mit KW (Königlicher Wald), 19. Jahrhundert; Kreuzwinkelstraße nördlich der Einmündung des Bahnhofsweges nicht nachqualifiziert, im Bayerischen Denkmal-Atlas nicht kartiert | D-1-84-138-33 | BW                                    |
| Heimstättenallee 4, 6, 8 und 10 (Standort)                                   | Reihenwohnhaus                                                                           | Zweigeschossiger Vierspänner mit Halbtürmen, Loggien und Erkerrisaliten, um 1900 | D-1-84-138-12 | weitere Bilder                        |
| Hörwarthstraße 3 (Standort)                                                  | Einfamilienhaus                                                                          | Erdgeschossiger kubischer Putzbau mit Mansardwalmdach, erkerartigen Eckbauten und figürlichen Reliefs, 1910 | D-1-84-138-13 | Einfamilienhaus                       |
| Karlstraße 3 (Standort)                                                      | Evangelisch-lutherisches Pfarramt                                                        | Zweigeschossiger Gruppenbau mit barockisierendem Giebel und Zierbundwerk am Schopfwalmgiebel, 1903 | D-1-84-138-14 | Evangelisch-lutherisches Pfarramt     |
| Karlstraße 5 (Standort)                                                      | Villa Pauline                                                                            | Erdgeschossiges Landhaus mit Satteldach und Widerkehr, Erker, Rundbogenfenstern, Gauben und angebauter Veranda, im Dachbereich Zierfachwerk, 1899 | D-1-84-138-15 | Villa Pauline                         |
| Karlstraße 14 (Standort)                                                     | Villa                                                                                    | Zweigeschossiger Walmdachbau mit Gauben und Bodenerker mit hölzernem Loggia-Aufbau, in historisierendem Stil, 1903 | D-1-84-138-16 | Villa                                 |
| Karlstraße 16 (Standort)                                                     | Villa                                                                                    | Zweigeschossiger kubischer Walmdachbau mit umlaufendem Fußwalm, um 1915/20 | D-1-84-138-17 | Villa                                 |
| Karlstraße 17 (Standort)                                                     | Einfamilienhaus                                                                          | Erdgeschossiger Massivbau mit großem Schopfwalmdach, weitem Dachvorstand und unterschiedlichen Fenstergruppen, in geometrisierenden Jugend- und Heimatstilformen, 1910 | D-1-84-138-18 | Einfamilienhaus                       |
| Karlstraße 29 (Standort)                                                     | Villa Berlepsch                                                                          | Erbaut von und für Hans Eduard von Berlepsch-Valendas als Atelier und Wohnhaus, malerischer Gruppenbau in Ecklage mit Walmdächern, kurzem Querflügel mit Steilgiebel, Krüppelwalmen, erkerartigen Ausbauten, Zierfachwerk, Riffelputz und Jugendstilmalereien, 1899–1901; mit Ausstattung | D-1-84-138-19 | Villa Berlepsch                       |
| Nähe Bahnhofstraße; Nähe Pasinger Straße (Standort)                          | Mariensäule und Kriegerdenkmal für die Gefallenen der beiden Weltkriege.                 | Granit, bezeichnet mit „1924“ | D-1-84-138-24 | weitere Bilder                        |
| Dickwiese (Standort)                                                         | Gedenkpyramide an Joseph Freiherr von Hirsch                                             | Granitstele mit Widmungstafel, um 1890 | D-1-84-138-20 | weitere Bilder                        |
| Pasinger Straße 1 a, 3, 5, 9, Münchner Straße 2 b, Bräuhausstraße (Standort) | Ehemaliges Hofmarkschloss Planegg                                                        | Zweigeschossige, im Kern spätmittelalterliche unregelmäßige Vierflügelanlage mit Walmdach und übergiebeltem Mittelrisalit am Südtrakt, der Westflügel bildet die Schlosskapelle St. Magdalena, Turm mit Spindelhaube im Kern wohl mittelalterlich, ausgebaut und barockisiert 1616 und 1737; Ehemaliges Wohn- und Amtshaus, sogenanntes Gerichtshalterhaus, zweigeschossiger Walmdachbau mit breitem Giebelrisalit, 1737; mit Ausstattung Ehemaliger Reitstall und Kutscherhaus, dreigeschossiger Putzbau mit Mansardwalmdach, 18. Jahrhundert Torhaus siehe Bräuhausstraße 1 Schlosspark, von der Würm durchflossen, Anlage zum Teil im englischen Gartenstil Schlossparkmauer mit schmiedeeisernen Toren, 18./19. Jahrhundert und um 1910 Ehemaliges Bedienstetenwohnhaus, kleiner Putzbau mit Flachsatteldach, 2. Hälfte 19. Jahrhundert Ehemaliges Pförtnerhaus, schlichter zweigeschossiger Satteldachbau, Ende 19. Jahrhundert Ehemaliger Stallstadel mit Remise, zweigeschossiger Satteldachbau aus geschlämmtem Backstein, 2. Hälfte 19. Jahrhundert | D-1-84-138-22 | weitere Bilder                        |
| Pasinger Straße 8 a (Standort)                                               | Villa                                                                                    | Zweigeschossiger Walmdachbau mit bogenförmigem Mittelrisalit und neuklassizistischem Putzdekor, um 1915 | D-1-84-138-23 | Villa                                 |
| Pasinger Straße 14 (Standort)                                                | Villa Stöger                                                                             | Zweigeschossiger Gruppenbau mit Eckturm, Giebelrisalit und Erker, Dachzone mit Zierbund- und Zierfachwerk, 1895 | D-1-84-138-25 | weitere Bilder                        |
| Pasinger Straße 20 (Standort)                                                | Kindergarten, sogenanntes Josefsstift                                                    | Zweigeschossiger gelber Klinkerbau auf hohem Kellergeschoss mit Flachsatteldach, Fachwerkgiebel und großer Inschrifttafel, 1895 | D-1-84-138-26 | Kindergarten, sogenanntes Josefsstift |
| Pasinger Straße 25 (Standort)                                                | Ehemaliges Gemeindehaus                                                                  | Zweigeschossiger Putzbau mit Satteldach und Figurennische, 1884 mit älterem Kern | D-1-84-138-27 | Ehemaliges Gemeindehaus               |
| Ruffiniallee 1 (Standort)                                                    | Evangelisch-lutherische Pfarrkirche, sogenannte Waldkirche                               | Oktogonaler Zentralbau mit Zeltdach und durch niedrigen Verbindungstrakt östlich angefügten Turm, Theodor Fischer, 1925/26; mit Ausstattung | D-1-84-138-28 | weitere Bilder                        |
| Thürheimstraße 2, 4, 6 und 8 (Standort)                                      | Reihenhaus                                                                               | Zweigeschossiger Vierspänner mit Walmdach und Zwerchhäusern, Erkern, Türmen und Giebelrisaliten, im historisierenden Stil, um 1901 | D-1-84-138-29 | weitere Bilder                        |
| Würm, auf der Würmbrücke (Standort)                                          | Figur des heiligen Johann Nepomuk                                                        | Holz, 18./19. Jahrhundert, in modernem Bildstock auf der Würmbrücke | D-1-84-138-3  | weitere Bilder                        |

### Maria Eich
| Lage                                          | Objekt                                                             | Beschreibung | Akten-Nr.     | Bild           |
| --------------------------------------------- | ------------------------------------------------------------------ | --- | ------------- | -------------- |
| Maria-Eich; Nähe Kreuzwinkelstraße (Standort) | Ehemaliges Eremitenkloster Maria Eich, jetzt Augustinerchorherren: | Katholische Wallfahrtskirche, kleiner Saalbau mit hufeisenförmigen Seitenkapellen, eingezogener Apsis, Freialtar und Freikanzel, 1744/45, Veränderungen Mitte 19. Jahrhundert, Neugestaltung 1932; mit Ausstattung Ehemalige Klause und Schulhaus, zweigeschossiger Walmdachbau, an die Kirche angebaut 1746, Umbau 1790 und 1932 Eichen-Alleen, 18./19. Jahrhundert | D-1-84-138-30 | weitere Bilder |

### Martinsried
| Lage                    | Objekt                                                                   | Beschreibung | Akten-Nr.     | Bild                                                                     |
| ----------------------- | ------------------------------------------------------------------------ | --- | ------------- | ------------------------------------------------------------------------ |
| Kirchplatz 2 (Standort) | Katholische Filialkirche St. Martin                                      | Flachgedeckter barocker Saalbau mit eingezogenem gotischem Polygonalchor des Vorgängerbaus, Neubau durch Jakob Funk 1697–1699, Erweiterung und Turmneubau 1845/46; mit Ausstattung Friedhofsmauer, massiv | D-1-84-138-31 | Katholische Filialkirche St. Martin                                      |
| Kirchplatz (Standort)   | Mariensäule und Kriegerdenkmal für die Gefallenen der beiden Weltkriege. | Bronzene Madonna auf Säule aus Granit, bezeichnet mit „1924“ | D-1-84-138-35 | Mariensäule und Kriegerdenkmal für die Gefallenen der beiden Weltkriege. |

### Steinkirchen
| Lage                       | Objekt                            | Beschreibung | Akten-Nr.     | Bild           |
| -------------------------- | --------------------------------- | --- | ------------- | -------------- |
| Pasinger Straße (Standort) | Katholische Pfarrkirche St. Georg | Spätbarocker Saalbau mit stark eingezogenem flach geschlossenem Chor, angefügter Sakristei und Westturm mit Spitzhelm, Neubau unter Verwendung von Teilen des romanischen Vorgängerbaus, 1748/49, Turm 1764; mit Ausstattung Friedhof mit Grabmälern um 1900 Friedhofsmauer, massiv | D-1-84-138-32 | weitere Bilder |

## Abgegangene Baudenkmäler
In diesem Abschnitt sind Objekte aufgeführt, die früher einmal in der Denkmalliste eingetragen waren, jetzt aber nicht mehr existieren, z. B. weil sie abgebrochen wurden. Aktennummern in diesem Abschnitt sind ehemalige, jetzt nicht mehr gültige Aktennummern.

| Lage                         | Objekt                                  | Beschreibung | Akten-Nr.     | Bild                                    |
| ---------------------------- | --------------------------------------- | --- | ------------- | --------------------------------------- |
| Pasinger Straße 4 (Standort) | Ehemalige Schlosswirtschaft und Taverne | 1425 genannt, zweigeschossiger traufseitiger Putzbau mit Krüppelwalmdach und rückwärtig angefügtem Satteldachbau, 17./18. Jahrhundert War teilweise eingestürzt, Abriss im März 2024 | D-1-84-138-21 | Ehemalige Schlosswirtschaft und Taverne |